# Loreczka przepasana
Loreczka przepasana (Vini stepheni) – gatunek małego ptaka z rodziny papug wschodnich (Psittaculidae). Opisana przez Alfreda Johna Northa w 1908 roku. Występuje endemicznie na Wyspie Hendersona w pobliżu wyspy Pitcairn na południowym Pacyfiku. Narażona na wyginięcie. Nie wyróżnia się podgatunków.

## Morfologia
Wygląd zewnętrzny
Jaskrawo ubarwiona papuga. Wierzch głowy, kark, grzbiet i skrzydła zielone. Wierzch kupra i ogon jasnozielony. Policzki i brzuch czerwony z zieloną opaską przechodzącą na wysokości piersi. Podudzia koloru niebieskiego. Dziób i oczy koloru złotożółtego. Dymorfizm płciowy nie jest zaznaczony.
Rozmiary
- długość ciała 18–19 cm

Masa ciała
- 42–55 g.

## Pożywienie
Loreczka przepasana żywi się miękkimi owocami, nektarem, pyłkiem kwiatów oraz sokiem roślin. Obserwowana w czasie żerowania na roślinach od strefy przybrzeżnej do wnętrza wyspy. Mają szczególne upodobanie do kwiatów dwóch gatunków roślin bogatych w nektar, a mianowicie Scaevola sericea i Timonius polygamus.

## Rozród
Gniazda zakłada w dziuplach drzew.

## Status i ochrona
Międzynarodowa Unia Ochrony Przyrody (IUCN) uznaje loreczkę przepasaną za gatunek narażony na wyginięcie (VU – vulnerable) nieprzerwanie od 1994 roku. Została wpisana do Załącznika II konwencji waszyngtońskiej.
Głównym zagrożeniem jest mały obszar występowania (41 km²). W 1987 roku określono liczbę osobników na poziomie od 720 do 1820. W 1992 populację określono na poziomie 1200 par. Jedynym występującym na wyspie zawleczonym drapieżnikiem jest szczur polinezyjski, jednak jego obecność wydaje się w niewielkim stopniu wpływać na populację loreczki przepasanej. Dużym zagrożeniem dla tego gatunku papugi jest ewentualne zawleczenie na wyspę innych gatunków szczurów lub ptasiej malarii czy ptasiej ospy.